# Lista filmów ze świata Gwiezdnych wojen
Uniwersum Gwiezdnych wojen składa się z filmów aktorskich oraz animowanych. Seria została zapoczątkowana w 1977 roku filmem Gwiezdne wojny (któremu dodano później podtytuł Nowa nadzieja) w reżyserii George’a Lucasa – twórcy i pomysłodawcy uniwersum. W następnych latach pojawiły się kolejne części cyklu – Imperium kontratakuje (1980) oraz Powrót Jedi (1983). Te trzy filmy tworzą tzw. oryginalną trylogię.
Na przełomie lat 90. i 2000. zaczęły ukazywać się filmy z trylogii prequeli filmowej sagi – Mroczne widmo (1999), Atak klonów (2002) oraz Zemsta Sithów (2005). Kiedy w 2012 roku The Walt Disney Company kupiło Lucasfilm wyprodukowano trylogię sequeli – Przebudzenie Mocy (2015), Ostatni Jedi (2017) oraz Skywalker. Odrodzenie (2019). W międzyczasie ukazały się też dwa spin-offy: Łotr 1 (2016) oraz Han Solo (2018).
Łączne przychody ze sprzedaży filmów wynoszą ponad 10 miliardów USD i jest to druga najbardziej dochodowa seria filmowa. Większość filmów było nominowanych do Oscara, a wszystkie trzy części z oryginalnej trylogii zostały wprowadzone do National Film Registry Stanów Zjednoczonych i są przechowywane w Bibliotece Kongresu jako dzieła „znaczące kulturowo, historycznie bądź estetycznie”.

## Saga Skywalkerów
Główna seria filmowa składa się z trzech trylogii. W okresie premiery ostatnich części serii, trzy trylogie zaczęto określać jako „Saga Skywalkerów”. Filmy wydawano, począwszy od oryginalnej trylogii (części IV, V i VI, lata 1977–1983), poprzez trylogię prequeli (części I, II i III, lata 1999–2005) na trylogii sequeli (części VII, VIII i IX, lata 2015–2019) kończąc. Pierwszy, wydany w 1977 roku film, Gwiezdne wojny (dopiero później nazwany Nowa nadzieja) jest czwartym filmem chronologicznie. Według kolejności wydarzeń saga zaczyna się od Mrocznego widma (1999) i kończy na Skywalker. Odrodzenie (2019).
Saga opowiada historię wrażliwej na Moc rodzinie Skywalkerów i ich walce ze złowrogim Lordem Sithów – Darthem Sidiousem (Palpatine’em). Trylogia prequeli skupia się na młodym Anakinie Skywalkerze, jego szkoleniu na rycerza Jedi, przeciągnięciu go na ciemną stronę Mocy przez Palpatine’a i przeistoczeniu się Skywalkera w mrocznego Dartha Vadera. Oryginalna trylogia ukazuje historię jego dzieci, Luke’a i Lei, którzy dołączają do Sojuszu Rebeliantów i walczą z Vaderem, Palpatine’em i jego Imperium Galaktycznym. Trylogia sequeli przedstawia historię Bena Solo (Kylo Ren) – syna Lei i Hana Solo, siostrzeńca Luke’a i wnuka Anakina, który chce rządzić galaktyką z Rey, wnuczką Palpatine’a i ostatnią uczennicą Luke’a i Lei.
Każda część „Sagi Skywalkerów” rozpoczyna się tym samym motywem muzycznym skomponowanym przez Johna Williamsa, a także charakterystycznymi napisami, będącymi krótkim wprowadzeniem do wydarzeń z filmu.
| Tytuł                                            | Data premiery (USA) | Reżyseria           | Scenariusz                                    | Pomysł                                                       | Produkcja                                       | Źródła              |
| Oryginalna trylogia                              | Oryginalna trylogia | Oryginalna trylogia | Oryginalna trylogia                           | Oryginalna trylogia                                          | Oryginalna trylogia                             | Oryginalna trylogia |
| ------------------------------------------------ | ------------------- | ------------------- | --------------------------------------------- | ------------------------------------------------------------ | ----------------------------------------------- | ------------------- |
| Gwiezdne wojny: część IV – Nowa nadzieja         | 25 maja 1977        | George Lucas        | George Lucas                                  | George Lucas                                                 | Gary Kurtz                                      | [ 8 ] [ 9 ]         |
| Gwiezdne wojny: część V – Imperium kontratakuje  | 21 maja 1980        | Irvin Kershner      | Leigh Brackett i Lawrence Kasdan              | George Lucas                                                 | Gary Kurtz                                      | [ 10 ] [ 11 ]       |
| Gwiezdne wojny: część VI – Powrót Jedi           | 25 maja 1983        | Richard Marquand    | Lawrence Kasdan i George Lucas                | George Lucas                                                 | Howard Kazanjian                                | [ 12 ] [ 13 ]       |
| Trylogia prequeli                                |                     |                     |                                               |                                                              |                                                 |                     |
| Gwiezdne wojny: część I – Mroczne widmo          | 19 maja 1999        | George Lucas        | George Lucas                                  | George Lucas                                                 | Rick McCallum                                   | [ 14 ]              |
| Gwiezdne wojny: część II – Atak klonów           | 16 maja 2002        | George Lucas        | George Lucas i Jonathan Hales                 | George Lucas                                                 | Rick McCallum                                   | [ 15 ] [ 16 ]       |
| Gwiezdne wojny: część III – Zemsta Sithów        | 19 maja 2005        | George Lucas        | George Lucas                                  | George Lucas                                                 | Rick McCallum                                   | [ 17 ] [ 18 ]       |
| Trylogia sequeli                                 |                     |                     |                                               |                                                              |                                                 |                     |
| Gwiezdne wojny: część VII – Przebudzenie Mocy    | 18 grudnia 2015     | J.J. Abrams         | J.J. Abrams & Lawrence Kasdan i Michael Arndt | J.J. Abrams & Lawrence Kasdan i Michael Arndt                | Kathleen Kennedy, J.J. Abrams i Bryan Burk      | [ 19 ]              |
| Gwiezdne wojny: część VIII – Ostatni Jedi        | 15 grudnia 2017     | Rian Johnson        | Rian Johnson                                  | Rian Johnson                                                 | Kathleen Kennedy i Ram Bergman                  | [ 20 ] [ 21 ]       |
| Gwiezdne wojny: część IX – Skywalker. Odrodzenie | 20 grudnia 2019     | J.J. Abrams         | Chris Terrio & J.J. Abrams                    | Derek Connolly & Colin Trevorrow, Chris Terrio & J.J. Abrams | Kathleen Kennedy, J.J. Abrams i Michelle Rejwan | [ 22 ] [ 23 ]       |

### Mroczne widmo(1999)
Jest to chronologicznie pierwsza część sagi, powstała w 1999 roku jako czwarty film z kolei. Dzieje się 32 lata przed oryginalną trylogią. Reżyserem jest George Lucas, który napisał też scenariusz. W głównych rolach wystąpili Liam Neeson, Ewan McGregor, Natalie Portman, Jake Lloyd, Samuel L. Jackson, Frank Oz i Ian McDiarmid. Opowiada o mistrzu Jedi Qui-Gon Jinnie i jego uczniu Obi-Wanie Kenobim, którzy próbują chronić królową Padme Amidalę z Naboo, chcąc pokojowo zakończyć międzyplanetarny spór handlowy. Film śledzi też historię młodego Anakina Skywalkera.

### Atak klonów(2002)
Jest to chronologicznie druga część sagi, powstała w roku 2002 jako piąty film z kolei. Dzieje się 10 lat po Mrocznym widmie i 22 lata przed oryginalną trylogią. Reżyserem jest George Lucas, który współtworzył scenariusz wraz z Jonathanem Halesem. W głównych rolach wystąpili Ewan McGregor, Natalie Portman, Hayden Christensen, Christopher Lee, Samuel L. Jackson, Frank Oz i Ian McDiarmid. Opowiada o początkach Konfederacji, kierowanej przez byłego mistrza Jedi, hrabiego Dooku. Anakin Skywalker zostaje przydzielony do ochrony senator Amidali, a Obi-Wan Kenobi bada sprawę zamachu na jej życie.

### Zemsta Sithów(2005)
Jest to chronologicznie trzecia część sagi, powstała w 2005 roku jako szósty film z kolei. Dzieje się 3 lata po Ataku klonów i 19 lat przed oryginalną trylogią. Reżyserem jest George Lucas, który napisał też scenariusz. W głównych rolach wystąpili Ewan McGregor, Natalie Portman, Hayden Christensen, Christopher Lee, Anthony Daniels, Kenny Baker, Samuel L. Jackson, Frank Oz i Ian McDiarmid. Opowiada o walce rycerzy Jedi z Separatystami, którymi dowodzi Generał Grievous oraz o przejściu Anakina Skywalkera na ciemną stronę mocy.

### Nowa nadzieja(1977)
Jest to chronologicznie czwarta część sagi, powstała w 1977 jako pierwszy film z kolei. Reżyserem jest George Lucas, który napisał też scenariusz. Początkowo film został wydany pod tytułem Gwiezdne wojny, bez numeru epizodu i podtytułu (podtytuł Nowa nadzieja został dodany 10 kwietnia 1981, w nowym wydaniu filmu). W głównych rolach wystąpili Mark Hamill, Harrison Ford, Carrie Fisher, Peter Cushing, Alec Guinness, David Prowse, James Earl Jones, Anthony Daniels, Kenny Baker i Peter Mayhew. Opowiada o żyjącym na Tatooine Luke’u Skywalkerze, który podobnie jak jego ojciec chce zostać rycerzem Jedi.

### Imperium kontratakuje(1980)
Jest to chronologicznie piąta część sagi, powstała w 1980 jako drugi film z kolei. Dzieje się 3 lata po Nowej nadziei. Reżyserem jest Irvin Kershner, a scenariusz napisali Lawrence Kasdan, George Lucas i Leigh Brackett. W głównych rolach wystąpili Mark Hamill, Harrison Ford, Carrie Fisher, Billy Dee Williams, Anthony Daniels, David Prowse, James Earl Jones, Kenny Baker, Peter Mayhew i Frank Oz. Opowiada o pobycie Sojuszu Rebeliantów na mroźnej planecie Hoth, gdzie muszą ukrywać się po zniszczeniu Gwiazdy Śmierci, ponieważ Imperium próbuje się na nich zemścić.

### Powrót Jedi(1983)
Jest to chronologicznie szósta część sagi, powstała w 1983 jako trzeci film z kolei. Dzieje się rok po Imperium kontratakuje i 4 lata po Nowej nadziei. Reżyserem jest Richard Marquand, a scenariusz napisali Lawrence Kasdan i George Lucas. W głównych rolach ponownie wystąpili Mark Hamill, Harrison Ford, Carrie Fisher, Billy Dee Williams, Anthony Daniels, David Prowse, James Earl Jones, Ian McDiarmid, Kenny Baker, Peter Mayhew i Frank Oz. Opowiada o ostatecznej rozgrywce między Lukiem Skywalkerem i Darthem Vaderem oraz między Rebelią i Imperium.

### Przebudzenie Mocy(2015)
Jest to chronologiczne i w kolejności wydawania siódma część sagi, powstała w 2015. Dzieje się 30 lat po Powrocie Jedi. Reżyserem jest J.J. Abrams, który współtworzył scenariusz wraz z Lawrence’em Kasdanem oraz Michaelem Arndtem. W głównych rolach wystąpili Daisy Ridley, John Boyega, Adam Driver, Oscar Isaac, Andy Serkis, Domhnall Gleeson i Max von Sydow. Dodatkowo Harrison Ford, Carrie Fisher, Mark Hamill, Anthony Daniels, Peter Mayhew i Kenny Baker ponownie wcielili się w swoje role z poprzednich filmów. Opowiada historię Rey, Finna, Poe Damerona i Hana Solo, którzy poszukują Luke’a Skywalkera, a także o walce Ruchu Oporu, dowodzonego przez Leię Organę i weteranów Sojuszu Rebeliantów, przeciwko Kylo Renowi i Najwyższemu Porządkowi, następcy Imperium Galaktycznego.

### Ostatni Jedi(2017)
Jest to chronologicznie i w kolejności wydawania ósma część sagi, powstała w 2017. Jest bezpośrednią kontynuacją Przebudzenia Mocy. Reżyserem jest Rian Johnson, który napisał też scenariusz. W głównych rolach wystąpili Daisy Ridley, John Boyega, Adam Driver, Oscar Isaac, Andy Serkis, Domhnall Gleeson, Gwendoline Christie, Carrie Fisher oraz Mark Hamill. Opowiada o przygotowaniach Kylo Rena i generał Hux wraz z całym Najwyższym Porządkiem do ataku przeciwko Lei i Ruchowi Oporu w walce o dominację w galaktyce, a także szkoleniu Rey przez Luke’a. Podczas produkcji filmu, w 2016 zmarła Carrie Fisher, która odgrywała rolę Lei. Sceny z jej udziałem nie zostały jednak wygenerowane komputerowo, lecz użyto niewykorzystanych wcześniej ujęć.

### Skywalker. Odrodzenie(2019)
Jest to chronologicznie i w kolejności wydawania dziewiąta część sagi, powstała w 2019. Dzieje się około rok po Ostatnim Jedi. Reżyserem jest J.J. Abrams, który współtworzył scenariusz wraz z Chrisem Terrio. W głównych rolach wystąpili Daisy Ridley, John Boyega, Adam Driver, Oscar Isaac, Billy Dee Williams, Carrie Fisher, Ian McDiarmid oraz Mark Hamill. Carrie Fisher, podobnie jak w poprzedniej części, nie została dodana komputerowo, lecz użyto niewykorzystanych wcześniej ujęć. W niektórych ujęciach użyto jedynie wygenerowanego za pomocą efektów specjalnych ciała, lecz z twarzą Fisher. Film opowiada historię Rey, Finna i Poe Damerona, którzy prowadzą Ruch Oporu podczas ostatecznej walki z Najwyższym Porządkiem, dowodzonym przez Kylo Rena i wspomaganego przez Imperatora Galaktyki, Palpatine.

## Spin-offy
George Lucas, podczas tworzenia trylogii, chciał stworzyć dodatkowo inne filmy, niezwiązanych z sagą Skywalkerów. Po skończeniu swoich sześciu filmów w 2005 roku Lucas zajął się spin-offami w postaci seriali telewizyjnych oraz filmów, zarówno aktorskich, jak i animowanych.
Przed sprzedażą Lucasfilm Disneyowi w 2012 roku i równocześnie z pracami nad trylogią sequeli, George Lucas i współscenarzysta oryginalnej trylogii Lawrence Kasdan rozpoczęli prace nad filmem o młodym Hanie Solo, który miał premierę w 2018. Ujawniono, że filmów tego typu będzie więcej, a dyrektor finansowy studia Disney Jay Rasulo powiedział, że opowiedzą one o pochodzeniu kolejnych postaci. W 2016 wydano film, opowiadający o grupie buntowników o nazwie Łotr 1. Filmy te mają podtytuł Gwiezdne wojny – historie. W 2020 ogłoszono powstanie kolejnego spin-offu, Rogue Squadron.

### Aktorskie
| Tytuł                               | Data premiery (USA) | Reżyseria      | Scenariusz                        | Pomysł                            | Produkcja                                          | Źródła |
| ----------------------------------- | ------------------- | -------------- | --------------------------------- | --------------------------------- | -------------------------------------------------- | ------ |
| Łotr 1. Gwiezdne wojny – historie   | 16 grudnia 2016     | Gareth Edwards | Chris Weitz i Tony Gilroy         | John Knoll i Gary Whitta          | Kathleen Kennedy, Allison Shearmur i Simon Emanuel | [ 52 ] |
| Han Solo: Gwiezdne wojny – historie | 25 maja 2018        | Ron Howard     | Jonathan Kasdan i Lawrence Kasdan | Jonathan Kasdan i Lawrence Kasdan | Kathleen Kennedy, Allison Shearmur i Simon Emanuel | [ 53 ] |

#### Łotr 1(2016)
W maju 2014 roku Lucasfilm ogłosił, że Gareth Edwards wyreżyseruje spin-off serii Gwiezdne wojny z premierą 16 grudnia 2016. Ujawniono, że tytuł filmu to Łotr 1, a za scenariusz odpowie Chris Weitz. W głównych rolach wystąpili Felicity Jones, Ben Mendelsohn, Diego Luna, Mads Mikkelsen, Forest Whitaker, a także James Earl Jones, który ponownie podłożył głos Darthowi Vaderowi. Akcja filmu rozgrywa się bezpośrednio przed Nową nadzieją i skupia się na tytułowej grupie rebeliantów, którzy planują wykraść tajne plany Gwiazdy Śmierci.

#### Han Solo(2018)
Przed sprzedażą Lucasfilmu Disneyowi George Lucas zatrudnił scenarzystę oryginalnej trylogii, Lawrence’a Kasdana do napisania filmu o młodym Hanie Solo. Na stanowisko reżysera Lucasfilm pierwotnie zatrudnił Phila Lorda i Christophera Millera, ale zostali oni zwolnieni w trakcie kręcenia filmu, a ich miejsce zajął Ron Howard. W głównych rolach wystąpili Alden Ehrenreich, Joonas Suotamo, Donald Glover, Emilia Clarke i Woody Harrelson. Akcja filmu rozgrywa się na około 10 lat przed wydarzeniami z filmu Nowa nadzieja. Opowiada o młodym Hanie Solo, który łączy siły z gangiem galaktycznych przemytników i 190-letnim Wookieem o imieniu Chewbacca, aby spłacić długi.

### Animowane
| Tytuł                        | Data premiery (USA) | Reżyseria     | Scenariusz                                   | Produkcja        | Źródła               |
| ---------------------------- | ------------------- | ------------- | -------------------------------------------- | ---------------- | -------------------- |
| Gwiezdne wojny: Wojny klonów | 15 lipca 2008       | Dave Filoni   | Henry Gilroy, Steven Melching i Scott Murphy | Catherine Winder | [ 61 ]               |
| Zen – Grogu i koty z kurzu   | 12 listopada 2022   | Katsuya Kondô | George Lucas                                 | Tomohiko Ishii   | [ 62 ] [ 63 ] [ 64 ] |

#### Wojny klonów(2008)
Przed emisją animowanego serialu telewizyjnego Wojny klonów pod koniec 2008 roku, wydano film animowany o tej samej nazwie. Jest on wstępem do serialu. Ujawnia, że Anakin szkolił ucznia pomiędzy Atakiem klonów a Zemstą Sithów. Zarówno film, jak i serial należą do kanonu Gwiezdnych wojen. Reżyserem jest Dave Filoni, a scenariusz napisali Steven Melching, Henry Gilroy i Scott Murphy. W głównych rolach wystąpili Matt Lanter, Ashley Eckstein, James Arnold Taylor, Tom Kane, Dee Bradley Baker, Ian Abercrombie, Catherine Taber, Christopher Lee, Samuel L. Jackson i Anthony Daniels.

#### Zen – Grogu i koty z kurzu(2022)
Animowany film krótkometrażowy Studia Ghibli, w której wystąpił Grogu i „koty z kurzu” z My Neighbor Totoro. Został wydany 12 listopada 2022 na Disney+. Reżyserem jest Katsuya Kondô.

### Telewizja
Pierwszym spin-offem był świąteczny film specjalny, wyemitowany w 1978 roku. Kolejne dwa filmy, stworzone w połowie lat 80., opowiadają o Ewokach. W 2020 ogłoszono, że powstanie film animowany na platformę Disney+, A Droid Story.
| Tytuł                     | Data premiery (USA) | Reżyseria            | Scenariusz                                                         | Pomysł       | Stacja  | Źródła               |
| ------------------------- | ------------------- | -------------------- | ------------------------------------------------------------------ | ------------ | ------- | -------------------- |
| Star Wars Holiday Special | 17 listopada 1978   | Steve Binder         | Pat Proft, Leonard Ripps, Bruce Vilanch, Rod Warren i Mitzie Welch | George Lucas | CBS     | [ 61 ]               |
| Przygoda wśród Ewoków     | 25 listopada 1984   | John Korty           | Bob Carrau                                                         | George Lucas | ABC     | [ 47 ] [ 71 ] [ 72 ] |
| Ewoki: Bitwa o Endor      | 24 listopada 1985   | Jim Wheat, Ken Wheat | Jim Wheat, Ken Wheat                                               | George Lucas | ABC     | [ 47 ] [ 71 ] [ 72 ] |
| A Droid Story             | Brak danych         | Brak danych          | Brak danych                                                        | Brak danych  | Disney+ | [ 70 ]               |

#### Star Wars Holiday Special(1978)
Jest do dwugodzinny program specjalny, wyprodukowany dla CBS w 1978 roku. Pojawili się w nim aktorzy, a także archiwalne materiały z Nowej nadziei. Specjalny odcinek został wyemitowany tylko raz i spotkał się z negatywnym przyjęciem. Pozytywnie przyjęto za to 11-minutową sekwencję, w której zadebiutował łowca nagród Boba Fett.

#### Przygoda wśród Ewoków(1984) iEwoki: Bitwa o Endor(1985)
Oba filmy zostały wyemitowane na ABC w Święto Dziękczynienia w 1984 roku. W rolę Wicketa ponownie wcielił się Warwick Davis. Akcja rozgrywa się pomiędzy wydarzeniami z Imperium kontratakuje, a Powrotem Jedi. Zostały oparte na pomysłach Lucasa, jednak nie mają w tytule słów „Gwiezdne wojny”, przez co były uważane za mniej ważne, niż filmy. Po przejęciu franczyzy przez Disneya zostały one wyłączone z kanonu.

#### A Droid Story
Jest to film animowany dla Disney+, zapowiedziany w grudniu 2020 roku. Mają pojawić się w nim droidy C-3PO oraz R2-D2. Film nie ma jeszcze wyznaczonej daty premiery.

### Lego
Wyprodukowano kilka produkcji specjalnych oraz krótkometrażowych z serii Lego, osadzonych w świecie Gwiezdnych wojen. Filmy miały swoją premierę na kanale Cartoon Network, a część na platformie Disney+. Dodatkowo, niektóre z postaci pojawiły się w filmie Lego: Przygoda.
| Tytuł                                 | Data premiery (USA) | Reżyseria                                                          | Scenariusz                                           | Stacja          | Źródła        |
| ------------------------------------- | ------------------- | ------------------------------------------------------------------ | ---------------------------------------------------- | --------------- | ------------- |
| Lego Star Wars: Revenge of the Brick  | 8 maja 2005         | Royce Graham, Pete Bregman, Mark Hamill, Bill Horvath, Karl Turkel | Daniel Lipkowitz                                     | Cartoon Network | [ 84 ] [ 85 ] |
| Lego Star Wars: Poszukiwanie R2-D2    | 27 sierpnia 2009    | Peder Pedersen                                                     | Ole Holm Christensen, Daniel Lipkowitz, Keith Malone | Cartoon Network | [ 86 ]        |
| Lego Star Wars: Wielki łowca          | 27 listopada 2010   | Peder Pedersen                                                     | Daniel Lipkowitz                                     | Cartoon Network | [ 87 ]        |
| Lego Star Wars: Padawańskie widmo     | 22 lipca 2011       | David Scott                                                        | Michael Price                                        | Cartoon Network | [ 88 ] [ 89 ] |
| Lego Star Wars: Upadek Imperium       | 26 września 2012    | Guy Vasilovich                                                     | Michael Price                                        | Cartoon Network | [ 90 ] [ 91 ] |
| Lego Star Wars: Świąteczna przygoda   | 17 listopada 2020   | Ken Cunningham                                                     | David Shayne                                         | Disney+         | [ 92 ] [ 93 ] |
| Lego Star Wars: Przerażające historie | 1 października 2021 | Ken Cunningham                                                     | David Shayne                                         | Disney+         | [ 94 ]        |

#### Revenge of the Brick(2005)
Jest to pierwszy animowany komputerowo film krótkometrażowy z serii Lego Gwiezdne wojny. Jego premiera odbyła się na Cartoon Network w połowie 2005 roku, w połączeniu z premierą kinową Zemsty Sithów. Stworzyli go Royce Graham, Pete Bregman, Mark Hamill, Bill Horvath, Karl Turkel na podstawie scenariusza, który napisał Daniel Lipkowitz.

#### Poszukiwanie R2-D2(2009)
Jest to film krótkometrażowy, wyemitowany na Cartoon Network w sierpniu 2009 roku. Został też umieszczony na stronie „Lego Star Wars”, w celu uczczenia 10-lecia tej serii. Za reżyserię odpowiadał Peder Pedersen, na podstawie scenariusza, który napisali Ole Holm Christensen, Daniel Lipkowitz oraz Keith Malone.

#### Wielki łowca(2010)
Jest to kolejny film krótkometrażowy z serii Lego Gwiezdne wojny, wyemitowany na Cartoon Network w 2010 roku. Skupia się on na postaci Jar Jar Binksa. Za reżyserię odpowiadał Peeder Pedersen, na podstawie scenariusza, który napisał Daniel Lipkowitz.

#### Padawańskie widmo(2011)
Jest to 30-minutowy film, wyemitowany na Cartoon Network w 2011 roku. Za reżyserię odpowiada David Scott, na podstawie scenariusza, który napisał Michael Price. Skupia się na przygodach młodzików z Jedi Academy, prowadzonej przez Yodę.

#### Upadek Imperium(2012)
Jest to film krótkometrażony, wyemitowany na Cartoon Network 26 września 2012 roku. Za reżyserię odpowiada Guy Vasilovich, na podstawie scenariusza, który napisał Michael Price. Skupia się na Luke’u Skywalkerze, który wyrusza na misję, aby znaleźć i zniszczyć bazę Imperium na Naboo.

#### Świąteczna przygoda(2020)
Jest to film krótkometrażony, wyemitowany na Disney+ 17 listopada 2020, jako następca Star Wars Holiday Special z 1978. Za reżyserię odpowiada Ken Cunningham, na podstawie scenariusza, który napisał David Shayne. Jego akcja jest osadzona po części IX i skupia się na szkoleniu Finna przez Rey.

#### Przerażające historie(2021)
Jest to film krótkometrażowy, wyemitowany na Disney+ 1 października 2021 roku. Za reżyserię odpowiada Ken Cunningham, na podstawie scenariusza, który napisał David Shayne. Jego akcja jest osadzona po części IX i skupia się na przygodach Poe Damerona i BB-8.

## Przyszłe projekty
W 2017 roku ujawniono, że Rian Johnson, scenarzysta i reżyser Ostatniego Jedi napisze i wyreżyseruje nową trylogię, którą nakreślił na początku 2019. Chociaż projekt był nadal aktywny w 2021, nie ustalono daty premiery ze względu na zaangażowanie Johnsona w inne projekty. Trylogia będzie różnić się od filmów z sagi Skywalkerów i skupi się na nowych postaciach i prawdopodobnie innej epoce niż główna franczyza filmowa.
W połowie 2018 roku Lucasfilm potwierdził, że w fazie rozwoju było wiele spin-offów, a ich wydanie planowane było po Skywalker. Odrodzenie. Dwa niezatytułowane filmy mają zaplanowaną datę premiery na 19 grudnia 2025 roku i 17 grudnia 2027 roku.
W 2018 roku, promując Solo, Kathleen Kennedy wyraziła zainteresowanie nakręceniem spin-offu skupiającego się na Lando Calrissianie, lecz projekt ten miał nie być dla studia priorytetem. W 2020 roku ogłoszono, że Lando powstanie jako serial dla platformy Disney+, a rolę showrunnera miał pełnić Justin Simien. W lipcu 2023 roku ujawniono, że Simien zostanie zastąpiony na stanowisku showrunnera przez Donalda Glovera i jego brata Stephena. Prawie dwa miesiące później Stephen Glover potwierdził, że projekt jest w fazie rozwoju, ale jako film fabularny.
W 2019 roku pojawiła się informacja, że Kevin Feige, producent Filmowego Uniwersum Marvela pracuje nad filmem ze świata Gwiezdnych wojen wraz z Kathleen Kennedy oraz Michaelem Waldronem, który ma napisać scenariusz. J.D. Dillard i Matt Owens byli podobno zaangażowani we wczesne etapy rozwoju projektu w lutym 2020 roku, jako odpowiednio reżyser i scenarzysta. 4 maja 2020 ogłoszono, że Taika Waititi (który wyreżyserował finał pierwszego sezonu The Mandalorian) wyreżyseruje film ze świata Gwiezdnych wojen na podstawie scenariusza, stworzonego wraz z Krysty Wilson-Cairns.
W 2019 roku Alan Horn stwierdził, że jeśli The Mandalorian odniesie sukces, rozważany będzie spin-off w formie filmu fabularnego. W styczniu 2024 roku ogłoszono, że twórca serialu Jon Favreau napisze i wyreżyseruje film oparty na serialu, zatytułowany The Mandalorian & Grogu. Jest to odrębny projekt od filmu Dave’a Filoniego ogłoszonego w 2023. Ujawniono, że zdjęcia mają rozpocząć się jeszcze tego samego roku.

## Porzucone projekty
Na początku 2013 roku Bob Iger ogłosił, że w rozwoju jest spin-off, napisany przez Simona Kinberga, który ma skupić się na łowcy nagród Bobie Fetcie w czasach oryginalnej trylogii. W połowie 2014 roku Josh Trank został oficjalnie obsadzony jako reżyser, ale opuścił projekt rok później z powodu różnic twórczych. W październiku 2018 roku film podobno nie był już w produkcji, a studio zamiast tego skupiło się na The Mandalorian, który wykorzystuje podobny projekt postaci.
W sierpniu 2017 roku pojawiły się informacje, rozważane jest stworzenie filmów o Jabbie, a także Obi-Wanie Kenobim i Yodzie. Podobno trwały negocjacje ze Stephenem Daldrym, który miał współtworzyć i reżyserować film o Obi-Wanie. Na D23 Expo w sierpniu 2019 roku ogłoszono, że zamiast tego zostanie wyprodukowany serial streamingowy o tej postaci.
Felicity Jones, która zagrała Jyn Erso w Łotr 1, ma w swoim kontrakcie zawartą opcję jednego filmu; niezależnie od losów jej postaci w Łotr 1, spekulowano, że mogłaby powrócić w innych spin-offach. W 2018 roku krytycy zauważyli, że w Solo celowo pozostawiono otwarte możliwości dla sequeli. Alden Ehrenreich i Emilia Clarke potwierdzili, że ich kontrakty na granie Hana Solo i Q’ira zostaną przedłużone na dodatkowe filmy, jeśli będzie to wymagane.
Twórcy Gry o tron David Benioff i D.B. Weiss mieli napisać i wyprodukować trylogię filmów ze świata Gwiezdnych wojen zaplanowanych na grudzień 2022, 2024 i 2026, które po raz pierwszy zostały ogłoszone w lutym 2018 i miały być już w fazie rozwoju. Duet wycofał się jednak z projektu w październiku 2019, powołując się na swoje zobowiązanie do umowy z Netflixem. Kennedy oświadczyła, że jest otwarta na ich powrót, jeśli pozwolą na to ich harmonogramy.
Podczas Disney Investor Day 2020 doniesiono, że Patty Jenkins wyreżyseruje film zatytułowany Rogue Squadron, którego premiera pierwotnie miała się odbyć 22 grudnia 2023. W czerwcu 2021 ogłoszono, że Matthew Robinson został zatrudniony do napisania scenariusza. 8 listopada 2021 poinformowano, że produkcja filmu została opóźniona ze względu na napięty harmonogram Jenkins. Nie ogłoszono nowej daty premiery. We wrześniu 2022 poinformowano, że film został usunięty z harmonogramu premier studia Disney.

## Odbiór

### Box office
Seria Gwiezdnych wojen jest drugą najbardziej kasową franczyzą wszech czasów (po Filmowym Uniwersum Marvela).

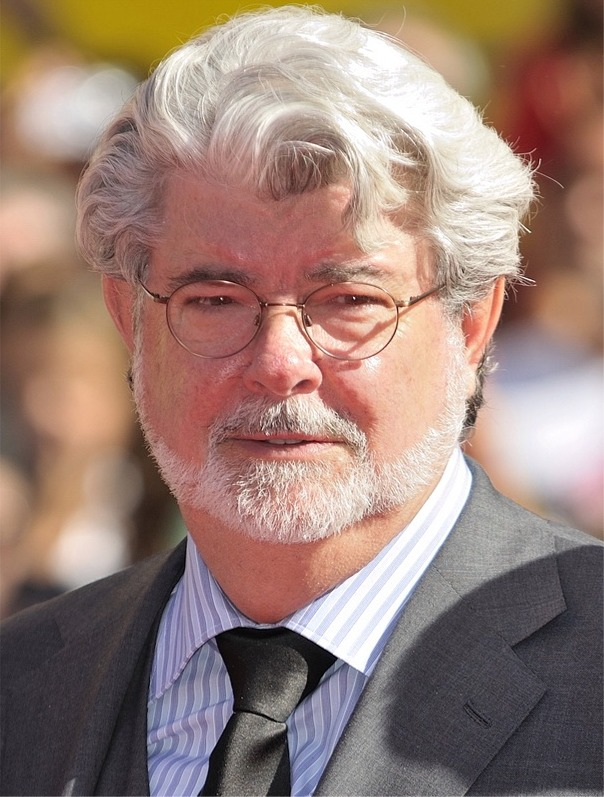
George Lucas, twórca i pomysłodawca uniwersum

| Tytuł                               | Data premiery (USA) | Przychód (brutto) | Przychód (brutto)  | Ranking          | Ranking          | Budżet           | Źródła           |
| Tytuł                               | Data premiery (USA) | USA i Kanada      | Świat              | USA i Kanada     | Świat            | Budżet           | Źródła           |
| Saga Skywalkerów                    | Saga Skywalkerów    | Saga Skywalkerów  | Saga Skywalkerów   | Saga Skywalkerów | Saga Skywalkerów | Saga Skywalkerów | Saga Skywalkerów |
| ----------------------------------- | ------------------- | ----------------- | ------------------ | ---------------- | ---------------- | ---------------- | ---------------- |
| Nowa nadzieja                       | 25 maja 1977        | 460 998 507 USD   | 775 512 064 USD    | 19               | 98               | 11 mln USD       | [ 136 ]          |
| Imperium kontratakuje               | 21 maja 1980        | 290 371 960 USD   | 547 975 067 USD    | 98               | 182              | 18 mln USD       | [ 137 ]          |
| Powrót Jedi                         | 25 maja 1983        | 309 306 177 USD   | 475 306 177 USD    | 82               | 231              | 32,5 mln USD     | [ 138 ]          |
| Mroczne widmo                       | 19 maja 1999        | 474 544 677 USD   | 1 027 044 677 USD  | 18               | 42               | 115 mln USD      | [ 139 ]          |
| Atak klonów                         | 16 maja 2002        | 310 676 740 USD   | 649 436 358 USD    | 80               | 140              | 115 mln USD      | [ 140 ]          |
| Zemsta Sithów                       | 19 maja 2005        | 380 270 577 USD   | 850 035 635 USD    | 44               | 78               | 113 mln USD      | [ 141 ]          |
| Przebudzenie Mocy                   | 18 grudnia 2015     | 936 662 225 USD   | 2 068 223 624 USD  | 1                | 4                | 245 mln USD      | [ 142 ]          |
| Ostatni Jedi                        | 15 grudnia 2017     | 620 181 382 USD   | 1 333 539 889 USD  | 9                | 12               | 317 mln USD      | [ 143 ]          |
| Skywalker. Odrodzenie               | 20 grudnia 2019     | 515 202 542 USD   | 1 074 144 248 USD  | 14               | 32               | 275 mln USD      | [ 144 ]          |
| Spin-offy                           |                     |                   |                    |                  |                  |                  |                  |
| Wojny klonów                        | 15 sierpnia 2008    | 35 161 554 USD    | 68 282 844 USD     | 2447             | 2211             | 8,5 mln USD      | [ 145 ]          |
| Łotr 1. Gwiezdne wojny – historie   | 16 grudnia 2016     | 532 177 324 USD   | 1 056 057 273 USD  | 12               | 36               | 265 mln USD      | [ 146 ]          |
| Han Solo: Gwiezdne wojny – historie | 25 maja 2018        | 213 767 512 USD   | 392 924 807 USD    | 189              | 311              | 300 mln USD      | [ 147 ] [ 148 ]  |
| Suma                                | Suma                | 5 081 223 784 USD | 10 318 030 576 USD | 2                | 2                | 1,633 mld USD    | [ 149 ] [ 150 ]  |

### Reakcje krytyków
| Tytuł                               | Rotten Tomatoes    | Metacritic       | CinemaScore      |
| Saga Skywalkerów                    | Saga Skywalkerów   | Saga Skywalkerów | Saga Skywalkerów |
| ----------------------------------- | ------------------ | ---------------- | ---------------- |
| Nowa nadzieja                       | 92% (134 recenzji) | 90 (24 recenzji) | Brak danych      |
| Imperium kontratakuje               | 94% (104 recenzji) | 82 (25 recenzji) | Brak danych      |
| Powrót Jedi                         | 82% (95 recenzji)  | 58 (24 recenzji) | Brak danych      |
| Mroczne widmo                       | 52% (233 recenzji) | 51 (36 recenzji) | A–               |
| Atak klonów                         | 65% (253 recenzji) | 54 (39 recenzji) | A–               |
| Zemsta Sithów                       | 80% (302 recenzji) | 68 (40 recenzji) | A–               |
| Przebudzenie Mocy                   | 93% (440 recenzji) | 80 (55 recenzji) | A                |
| Ostatni Jedi                        | 90% (477 recenzji) | 84 (56 recenzji) | A                |
| Skywalker. Odrodzenie               | 51% (507 recenzji) | 53 (61 recenzji) | B+               |
| Spin-offy                           |                    |                  |                  |
| Wojny klonów                        | 18% (172 recenzji) | 35 (30 recenzji) | B–               |
| Łotr 1. Gwiezdne wojny – historie   | 84% (452 recenzji) | 65 (51 recenzji) | A                |
| Han Solo: Gwiezdne wojny – historie | 69% (477 recenzji) | 62 (54 recenzji) | A–               |